# Saint-Cyr-Montmalin
Saint-Cyr-Montmalin település Franciaországban, Jura megyében. Lakosainak száma 246 fő (2022. január 1.). Saint-Cyr-Montmalin Chamblay, Montigny-lès-Arsures, Vadans, Villeneuve-d’Aval és Villette-lès-Arbois községekkel határos.

## Népesség
A település népessége az elmúlt években az alábbi módon változott:
| Lakosok száma | 84   | 144  | 144  | 175  | 236  | 231  | 242  | 241  | 243  | 246  |
|               | 1968 | 1982 | 1990 | 2006 | 2013 | 2015 | 2017 | 2019 | 2020 | 2022 |